# Ейпріл О'Ніл
Е́йпріл О'Ніл (англ. April O'Neil) — персонажка коміксів, мультфільмів і фільмів про Черепашок-ніндзя. Безстрашна репортерка та перша найкраща подруга черепашок Донателло, Леонардо, Мікеланджело і Рафаеля. Створена Кевіном Істменом і Пітером Лердом для серії коміксів «Черепашки-ніндзя» видавничого дому «Mirage Studios».

## Вигадана біографія

### В коміксах
Ейпріл починала свою кар'єру як асистентка Бакстера Стокмана. Коли вона дізналася, що Бакстер використовував своїх Маузерів в злочинних цілях, то він нацькував їх і на неї. Ейпріл врятували черепахи і відвели в своє лігво, де Сплінтер розповів про походження себе і черепах. Ейпріл відкриває магазин свого батька «Second Time Around». Після несподіваного нападу Шреддера Ейпріл, черепахам і Кейсі довелося бігти в Нортгемптон в будинок бабусі Джонс. Під час цих подій вона краще дізнається Кейсі і починає відчувати до нього почуття. Після повернення в Нью-Йорк розпочалася війна в місті, і Ейпріл їде жити до своєї сестри Робін, де дізнається про смерть батька. Пізніше Ейпріл одружилася з Кейсі і вдочерила Шадоу Джонс. Коли Бакстер Стокман напав на Ейпріл, то ввів їй невідому ін'єкцію. Однак вранці за допомогою своїх технологій черепахи врятувати Ейпріл.

### Історія з мультсеріалу (1987)
У мультсеріалі Ейпріл працює репортеркою «Шостого Каналу». Її постійний одяг — жовтий комбінезон (в двох останніх сезонах куртка від нього замінена звичайною темною шкіряною курткою). Вона найкраща подруга не тільки черепах, а й Ірми, секретарки на «Шостому Каналі». Заради гарячого матеріалу для репортажу Ейпріл постійно потрапляла в руки до злочинців, звідки її рятували черепашки. На відміну від оригінальних коміксів наступних мультсеріалів і фільмів, в серіалі вона не має романтичних відносин з Кейсі Джонсом.

#### Озвучування
Оригінальний голос: Рене Якобс.

### Історія з мультсеріалу (2003)
Історія аналогічна оригінальним коміксам. Ейпріл працює в компанії Бакстера Стокмана, врятована черепашками в момент втечі від Маузерів, які намагаються вбити її. Згодом заводить роман з героєм серіалу Кейсі Джонсом, хоча спочатку ставиться до нього зневажливо. Знову відкриває магазин свого батька «Second Time Around». Ейпріл часто використовує свої комп'ютерні навички для надання допомоги черепахам. Сплинтер навчає її мистецтву ніндзя, і вона робить помітні успіхи. У «Back to the Sewers» Ейпріл стає більш схожою на варіант з TMNT 2007. В кінці цього сезону вона одружується з Кейсі, і вони живуть довго і щасливо.
В альтернативному майбутньому вона очолює загін «Визволителі світів» (таку назву не називають) і в помсту за Сплінтера своїм ракетно-бомбером вбиває Караи.

#### Озвучування
Оригінальний голос: Вероніка Тейлор.

### Історія з мультсеріалу (2012)
Тут Ейпріл 16-річна дочка вченого-психолога Кірбі О'Ніла і подруга черепашок-ніндзя. Володіє віялом-бумерангом. Подобається Донні і Кейсі, через що вони змагалися, але незабаром подружилися. У 2 сезоні з'ясувалося, що Ейпріл має екстрасенсорні здібності через те, що над її матір'ю ставили експерименти.
Озвучує Мей Вітман.

### В кіно

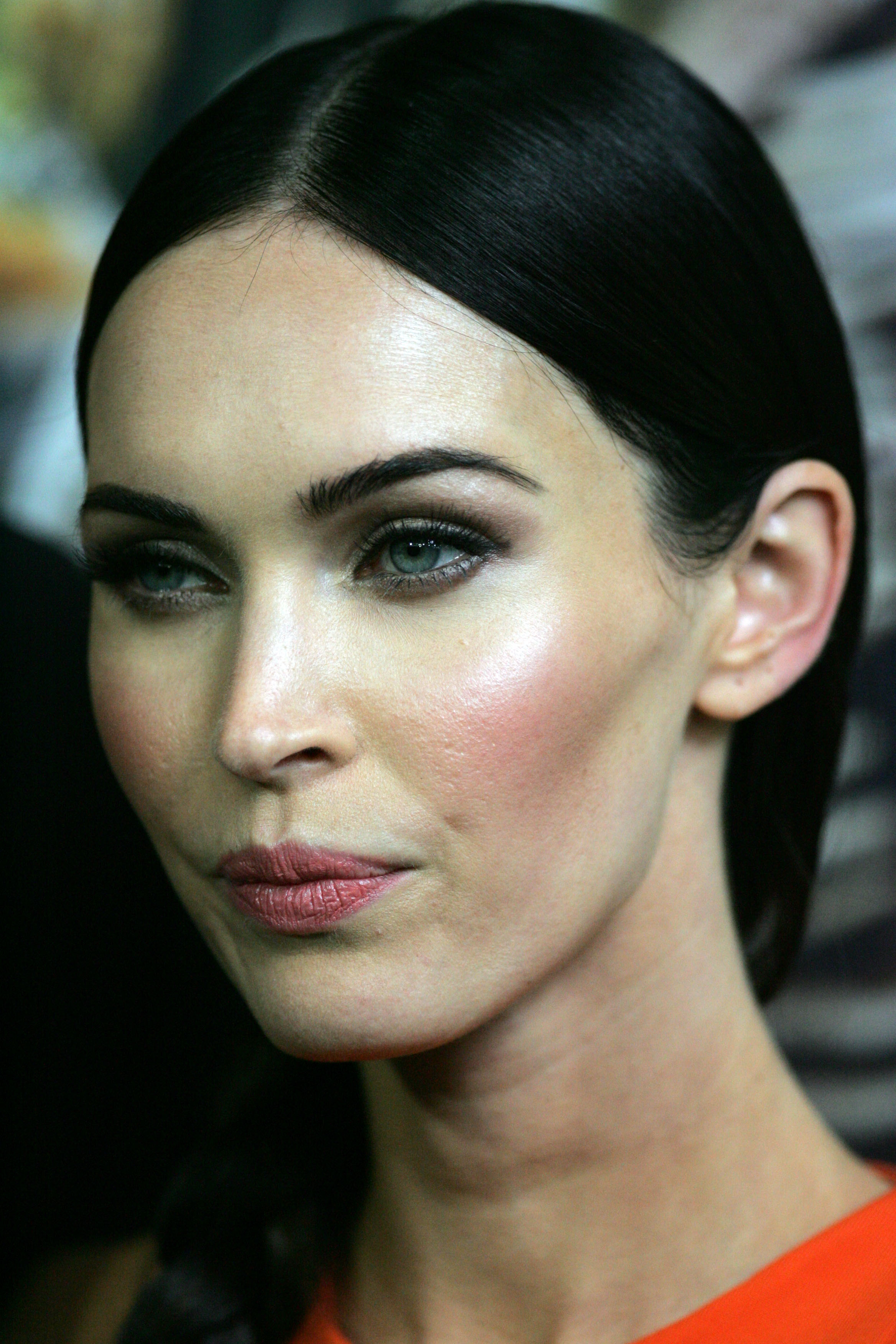
У фільмі «Черепашки-ніндзя» Ейпріл втілила Меган Фокс

- У першому фільмі Ейпріл у виконанні Джудіт Гоаґ була репортеркою телебачення на «Третьому Каналі». Одного разу вночі, коли вона йшла з роботи, на неї напали воїни Клану Ноги, але черепахи врятували її. У цьому бою Раф втратив свій сай, який знайшла Ейпріл. Пізніше Рафаель знову її рятує, забирає свій сай і відносить її в лігво в каналізації. Так вона стала подругою черепах і навіть дозволила їм пожити деякий час у своїй квартирі. До кінця фільму Ейпріл закохується в Кейсі. У другому і третьому фільмах Ейпріл втілила Пейдж Турко. У фільмі 2007 року Ейпріл і Кейсі живуть і працюють разом. Саме вона знаходить Леонардо в центральній частині Америки. Ейпріл знаходить артефакти для Макса Вінтерса.
- У фільмі немає згадки, що Ейпріл журналістка, але показується її археологічна кар'єра. Бойових мистецтв вона навчилася у Сплінтера, потім купила костюм і зброю з Японії і стала експерткою в галузі використання катани.
- У фільмі-перезапуску «Черепашки-ніндзя» Ейпріл втілила Меган Фокс. Як і в мультсеріалі 1980-х, вона безстрашна репортерка «Шостого Каналу», готова піти на все в пошуках сенсації. Через це у більшості колег, в тому числі у своїй начальниці Бернадетт Томпсон, вона має репутацію ненормальної. На початку фільму вона стає свідкою швидкої перемоги черепашок над Кланом Фут і починає шукати правду про них. В результаті Томпсон, визнавши її божевільною, звільняє її, але Ейпріл не здається. У підсумку вона дізнається, що раніше черепашки і Сплинтер були її домашніми вихованцями (вона і дала їм імена), а мутантами вони стали в результаті експериментів її батька і вченого Еріка Сакса, який виявився учнем Шреддера. Клан Фут вистежив Ейпріл за її телефоном, коли вона прийшла в будинок черепашок, і героям довелося захищатися. В результаті Лео, Донні і Майкі викрадають, і Ейпріл з Рафаелем, прихопивши Вернона, вирушають їх рятувати. Незабаром їм це вдається, і вони повертаються в Нью-Йорк, щоб остаточно зірвати плани Шреддера. У вежі Сакса Ейпріл і Вернон вступають з ним в сутичку і з'ясовується, що саме Сакс в ніч зникнення черепашок застрелив батька Ейпріл. Вони вирубують Сакса, Ейпріл забирає контейнер з мутагенами і піднімається, щоб допомогти черепашкам перемогти Шреддера. У фіналі, після загибелі лиходія, Ейпріл повертається на роботу і вирішує не відкривати світові правду про черепашок, які стали їй друзями.

### Відеоігри
Ейпріл з'являється в наступних відеоіграх:
- Teenage Mutant Ninja Turtles
- Teenage Mutant Ninja Turtles (аркадна гра)
- Teenage Mutant Ninja Turtles: The Manhattan Missions
- Teenage Mutant Ninja Turtles: Fall of the Foot Clan
- Teenage Mutant Ninja Turtles II: Back from the Sewers
- Teenage Mutant Ninja Turtles III: The Manhattan Project
- Teenage Mutant Ninja Turtles IV: Turtles in Time
- Teenage Mutant Ninja Turtles: The Hyperstone Heist
- Teenage Mutant Ninja Turtles: Tournament Fighters
- Teenage Mutant Ninja Turtles
- Teenage Mutant Ninja Turtles 2: Battle Nexus
- Teenage Mutant Ninja Turtles: Mutant Melee
- Teenage Mutant Ninja Turtles: Smash Up
- Teenage Mutant Ninja Turtles: Legends